# Вестенфелд
Вестенфелд (њем. Westenfeld) општина је у њемачкој савезној држави Тирингија. Једно је од 43 општинска средишта округа Хилдбургхаузен. Према процјени из 2010. у општини је живјело 380 становника. Посједује регионалну шифру (AGS) 16069055.

## Географски и демографски подаци
Вестенфелд се налази у савезној држави Тирингија у округу Хилдбургхаузен. Општина се налази на надморској висини од 327 метара. Површина општине износи 8,0 km². У самом мјесту је, према процјени из 2010. године, живјело 380 становника. Просјечна густина становништва износи 48 становника/km².